# 하타정
하타정(일본어: 波田町)은 나가노현 중서부에 위치한 히가시치쿠마군의 옛 정이다. 2010년 3월 31일, 마쓰모토시에 편입되었다.
사라다 가도와 같은 관광 도로와 특산물인 시모하라스이카(수박)로 유명하다.

## 지리
하타 정은 아즈사가와 강 우안의 하안단구 상에 있고 해발 약 700m 전후이다. 정 북쪽의 마쓰모토시 아즈사가와 지구와의 경계로 아즈사가와 강이 흐르고 있다. 아즈사가와 강의 하안단구에 의해 남쪽에서 북쪽으로 경사가 있다. 또 정 서부에는 히다산맥(북 알프스)이 우뚝 솟아 있고 서쪽에서 동쪽을 향해 경사가 있다.
기후의 특징으로는 강수량이 적고 여름과 겨울의 한난차이가 심한 것을 들 수 있다. 히다산맥에 가깝기 때문에 주변지역보다 보다 기온이 약간 낮고 강수량도 약간 많다. 히다산맥으로부터 알프스 산바람이 분다.

## 역사
- 에도 시대 - 냐쿠타쿠지 등을 중심으로 많은 절과 신사가 있어 "시나노의 닛코"로 불리며 번영하고 있었다.
- 메이지 유신 - 불교를 배척에 의해 냐쿠타쿠지 등이 없어져 한 때의 번영하던 모습도 잃었다.
- 1874년 10월 7일 - 가미하타 촌, 시모하타 촌, 사미조 촌이 합병해 하타 촌(波多村)이 되었다.
- 1876년 - 지쿠마 현의 폐지에 의해 나가노 현에 속하게 되었다.
- 1933년 2월 16일 - 하타 촌(波田村)으로 개칭하였다.
- 1973년 4월 1일 - 정으로 승격하였다.
- 2010년 3월 31일 - 마쓰모토시에 편입되었다.

## 교통

### 철도
- 마쓰모토 전철 가미코치 선

### 도로
- 국도 158호선